# Fars fede ferie
Fars fede ferie er en amerikansk komediefilm fra 1983 instrueret af Harold Ramis efter manuskript af John Hughes. Filmen har Chevy Chase, Beverly D'Angelo, Anthony Michael Hall og Dana Barron i hovedrollerne som familien Griswold der begiver sig ud på en bilferie til forlystelsesparken Walley World i Los Angeles, California. Filmen blev efterfulgt af hele tre andre, alle om familien Griswolds ferier og alle med Chevy Chase og Beverly D'Angelo i rollerne som forældrene.

## Medvirkende
- Chevy Chase
- Beverly D'Angelo
- Imogene Coca
- Randy Quaid
- Anthony Michael Hall
- Dana Barron
- Eddie Bracken
- Brian Doyle-Murray
- Miriam Flynn
- James Keach
- Eugene Levy
- John Candy
- Christie Brinkley
- Jane Krakowski

## Eksterne Henvisninger
- Fars fede ferie på Internet Movie Database (engelsk)
- Fars fede ferie på Filmdatabasen
- Fars fede ferie på Scope
- Fars fede ferie i Svensk Filmdatabas (svensk)
- Fars fede ferie på AlloCiné (fransk)
- Fars fede ferie på MovieMeter (nederlandsk)
- Fars fede ferie på AllMovie (engelsk)
- Fars fede ferie hos American Film Institute (engelsk)
- Fars fede ferie på Turner Classic Movies (engelsk)
- Fars fede ferie på The Movie Database (engelsk)